# Daya Vieja
Daya Vieja (em castelhano) ou Daia Vella (em valenciano) é um município da Espanha na província de Alicante, Comunidade Valenciana. Tem 2,98 km² de área e em 2021 tinha 707 habitantes (densidade: 237,2 hab./km²).